# کلتن (اورگن)
کلتن (به انگلیسی: Colton) یک منطقهٔ مسکونی در ایالات متحده آمریکا است که در شهرستان کلاکاماس، اورگن واقع شده‌است.